# Wasserturm Bernau
Der Wasserturm Bernau ist ein 1910–1911 erbauter, unter Denkmalschutz stehender Wasserturm in Bernau bei Berlin. Der im Stil der Neogotik gestaltete Turm ist im Besitz der Stadtwerke Bernau, er diente bis 1995 zur Trinkwasserversorgung und wird seit seiner Stilllegung kulturell genutzt.

## Geschichte
Zu Beginn des 20. Jahrhunderts, als auch in Bernau die Einwohnerzahlen rapide stiegen, wurde der Bau eines Wasserwerks mit Wasserturm zur Trinkwasserversorgung notwendig. Die Stadtverwaltung erwarb im Januar 1910 vom Bankier Mendelssohn eine Wiesenfläche von rund 40.030 Quadratmeter für das Wasserwerk und stellte für den Wasserturm ein Grundstück in Zentrumsnähe auf dem Mühlenberg, der höchsten Erhebung Bernaus, bereit. Dann suchte die Stadtverwaltung geeignete Architekten und Ingenieure für den Bau.

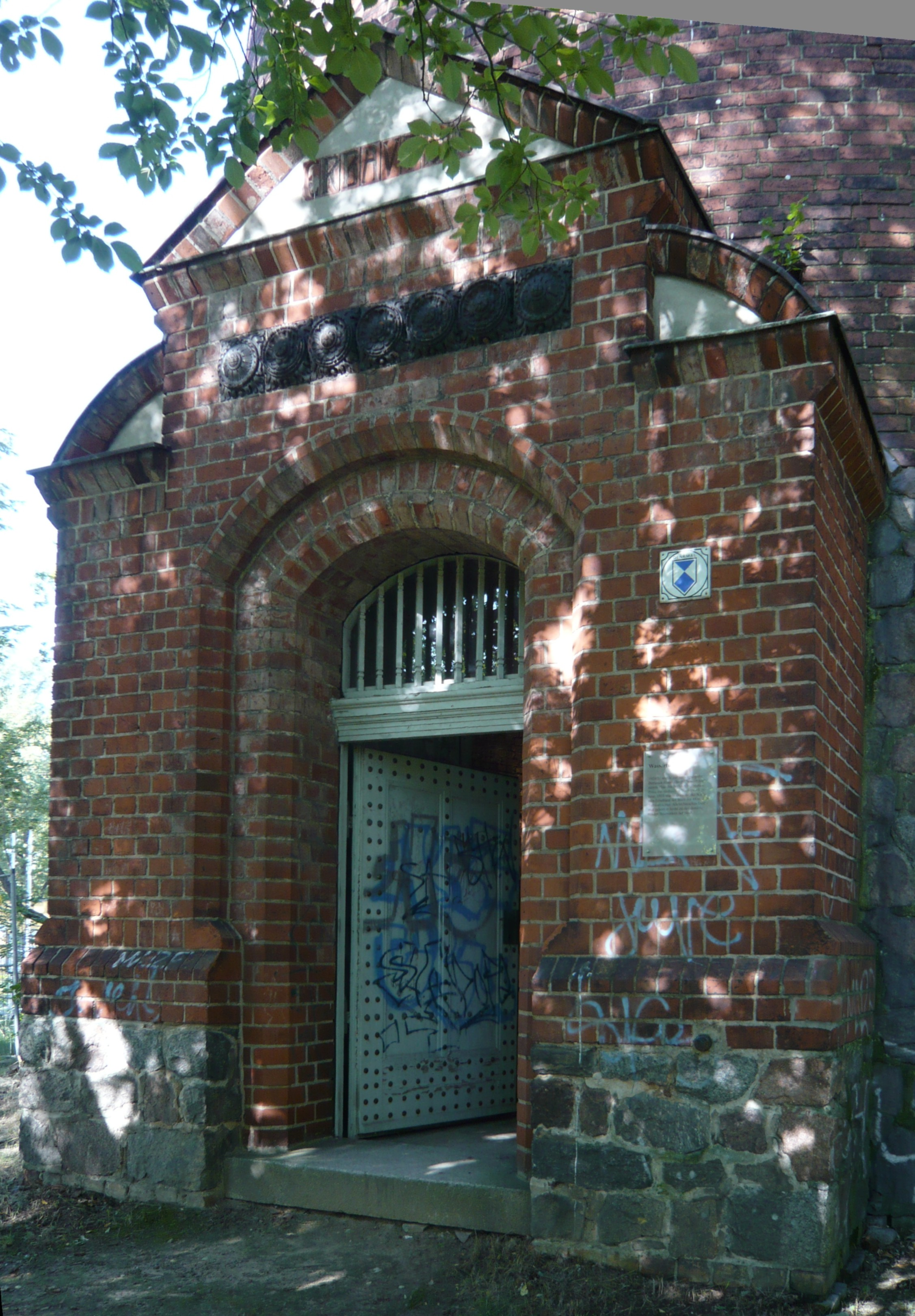
Turmeingang

Der „Zivilingenieur für Wasserwerks- und Kanalisations-Anlagen“ Emil Prinz in Deutsch Wilmersdorf verfügte bereits über einige Jahre Erfahrung im Bau von Wasserversorgungsanlagen. Ihm wurden zunächst für ein Honorar von 3000 Mark die Planungsarbeiten übertragen. Prinz plante sowohl das Wasserwerk als auch den Turm samt dem notwendigen unterirdischen Wasserleitungsnetz und veranschlagte für die Baukosten eine Mindestsumme von 340.000 Mark.
Nach Diskussion im Stadtparlament und einigen Änderungen an den Plänen wurde das Projekt dem zuständigen Regierungspräsidenten in Potsdam zur Genehmigung vorgelegt, die am 14. Februar 1910 erteilt wurde (durch den stellvertretenden Regierungspräsidenten von Grissing). Die Bauausführung unter Leitung von Prinz konnte beginnen, am 27. Mai 1910 erfolgte der erste Spatenstich zu den Erdarbeiten für das drei Meter tiefe Stufenfundament des Turms.

## Beschreibung des Turms

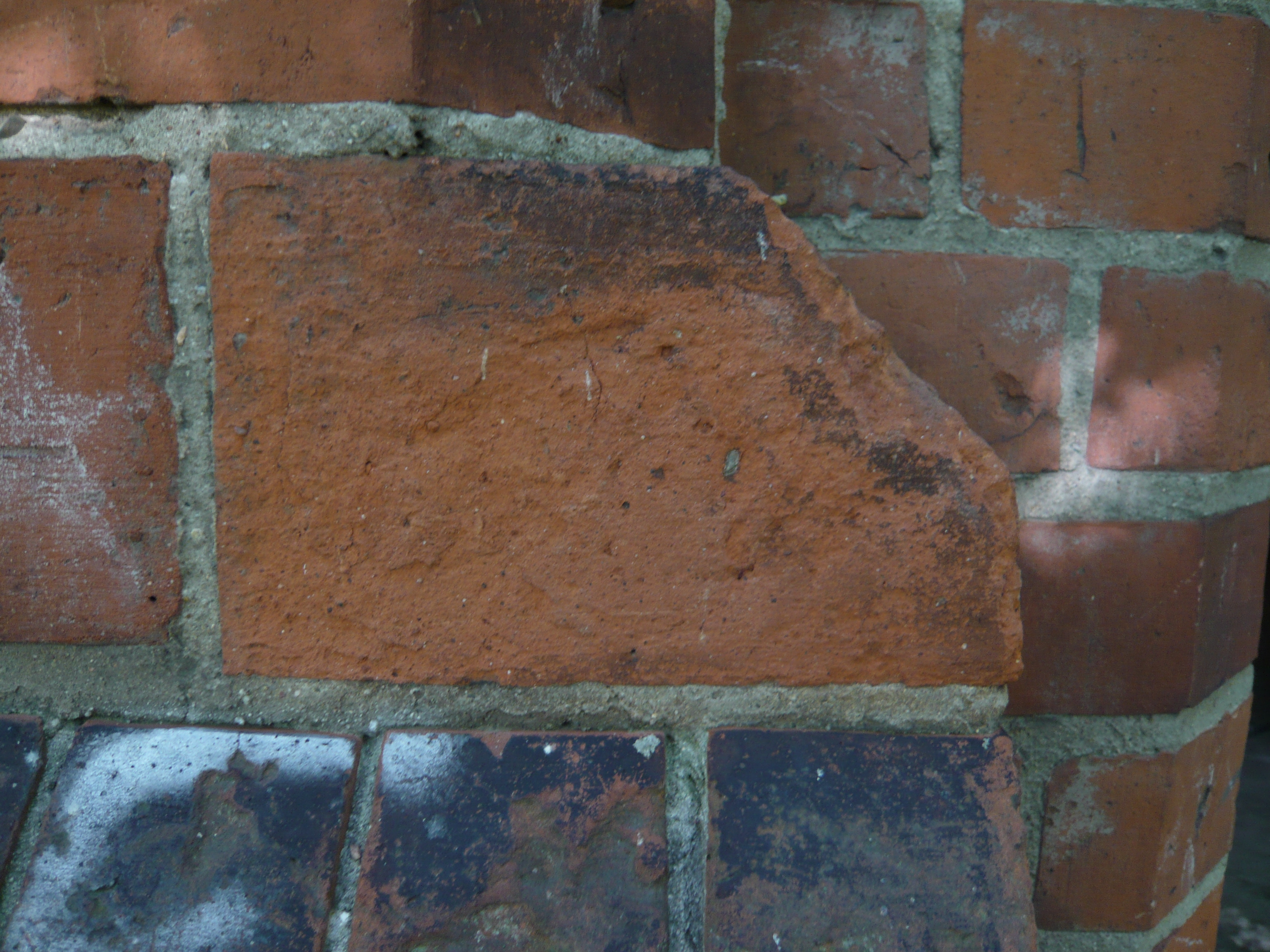
Formstein („nat. groß ohne Schwindmass“)

Der größte Außendurchmesser in der Tiefe beträgt 13 Meter, der Innendurchmesser liegt bei 10 Meter. Bis zu fünf Meter über Straßenniveau reicht der Sockel, der in Naturstein-Mauerwerk ausgeführt wurde. Der darüber aufragende Turmschaft besteht aus Backsteinen und geht nahtlos in die Ummauerung des Behälters über, die in vier der zylindrischen Krümmung folgenden Giebeln endet. Das Kegeldach des Turms schließt mit kurzen Satteldach-Segmenten an diese Giebel an. Als architektonischen Schmuck wählte der Architekt Otto Stiehl dem damaligen Zeitgeist entsprechend neogotische Stilelemente. Sie sind vor allem im Eingangsbereich und am Turmkopf zu erkennen, der an einen mittelalterlichen Burgturm erinnert. Alle abgeschrägten äußeren Ecken entstanden nach dem Vorschlag des Architekten aus einem typisierten Formstein. Der Turm wurde noch im gleichen Jahr fertiggestellt, wie die Inschrift über dem Eingang angibt: „Erbaut 1910“. Der Anschluss an das Leitungsnetz und die Installation der technischen Ausstattung führten zur Inbetriebnahme der neuen Wasserversorgungsanlagen im Jahr 1911.

## Bauwerk und technische Details

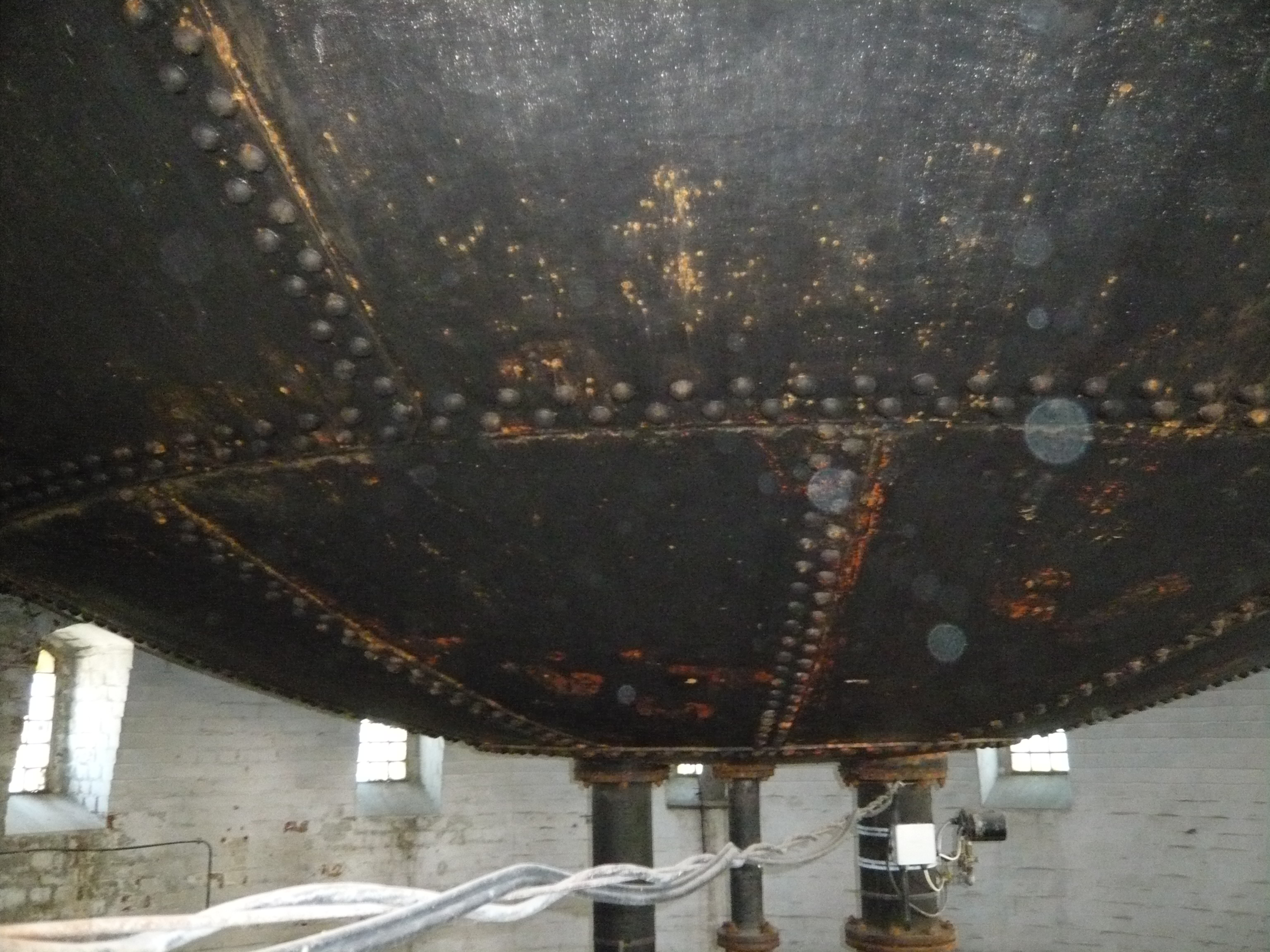
Untersicht des Wasserbehälters

Im Inneren des Turms wurde ein Hochbehälter mit einem Außendurchmesser von acht Metern eingebaut, der auf einer Mauerwulst aufliegt. Der Behälter ist 8,75 Meter hoch, nach damaligen technologischen Möglichkeiten wurde er aus Stahlsegmenten hergestellt und genietet. Sein Leergewicht beträgt etwa drei Tonnen, sein Fassungsvermögen 3500 Kubikmeter. Die Plattform direkt unter dem Behälter ist über eine freistehende viereinhalbgeschossige Stahltreppenkonstruktion erreichbar und befindet sich rund 20 Meter über dem Straßenniveau. Die Zulaufrohre haben einen Durchmesser von 200 Millimeter, die Ablaufrohre von 250 Millimeter. Auf der Plattform sind Hand-Ventile zur Bedienung untergebracht.
Am oberen Rand des Behälters ist ein Umlauf eingebaut, der zu Inspektions- und Reparaturzwecken genutzt wurde; er kann nur über eine Leiter erreicht werden.
Der Großteil der technischen Geräte wie Pumpen, Rohre, Ventile wurde (nach Originalmaterialien im Turm) von der Maschinenfabrik „Cyclop“ Mehlis & Behrens in Berlin (Pankstraße 14/15) geliefert und im Sommer 1910 eingebaut.
Der zur Einspeisung in das Wasserrohrsystem der Stadt Bernau erforderliche Druck wurde vor Ort mittels Manometer gemessen. In späteren Betriebsjahren wurden die Werte per Telefon-Standleitung zum Wasserwerk übermittelt und dort eingeregelt.

## Nutzung
Nach der Stilllegung des Turms im Jahr 1995 stand er eine Zeit lang leer. Seit etwa 2009 wird er kulturell genutzt, unter anderem für Konzerte. In Abstimmung mit dem PANKE-Park Kulturkonvent Bernau e. V. oder mit den Stadtwerken Bernau oder über den Wasser- und Abwasserverband „Panke/Finow“ können Besichtigungen vereinbart werden.

## Umgebung des Wasserturms
Unmittelbar östlich schließen sich eine Turnhalle und der Sportplatz an, der von mehreren Bernauer Schulen und vom FSV Bernau genutzt wird.
An der Oranienburger Straße gibt es in Höhe des Turms eine Kindertagesstätte unter Trägerschaft des DRK, die sich Kita Kinderland am Wasserturm nennt. Gleich daneben eröffnete 1998 ein Montessori-Kindergarten.
Ebenfalls ganz in der Nähe ist das Sankt-Georgen-Hospital zu finden, ein weiteres Bernauer Baudenkmal.